# بوشکوویتسه (استان سلیزیا سفلی)
بوشکوویتسه (به لهستانی:  Buszkowice) یک روستا در لهستان است که در گمینا شچیناوا واقع شده‌است. بوشکوویتسه ۱۴۰ نفر جمعیت دارد و ۹۹ متر بالاتر از سطح دریا واقع شده‌است.

## نگارخانه

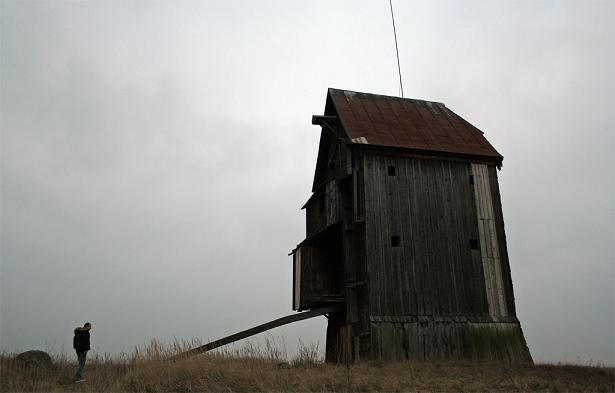
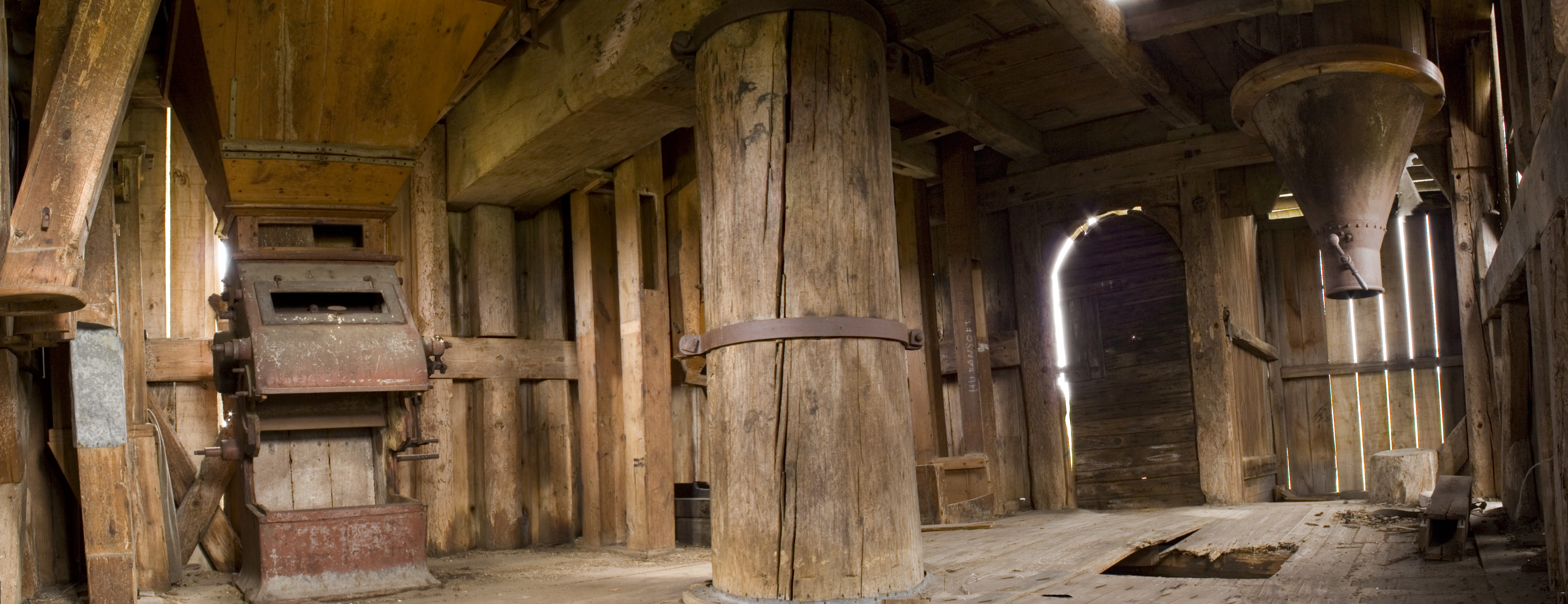
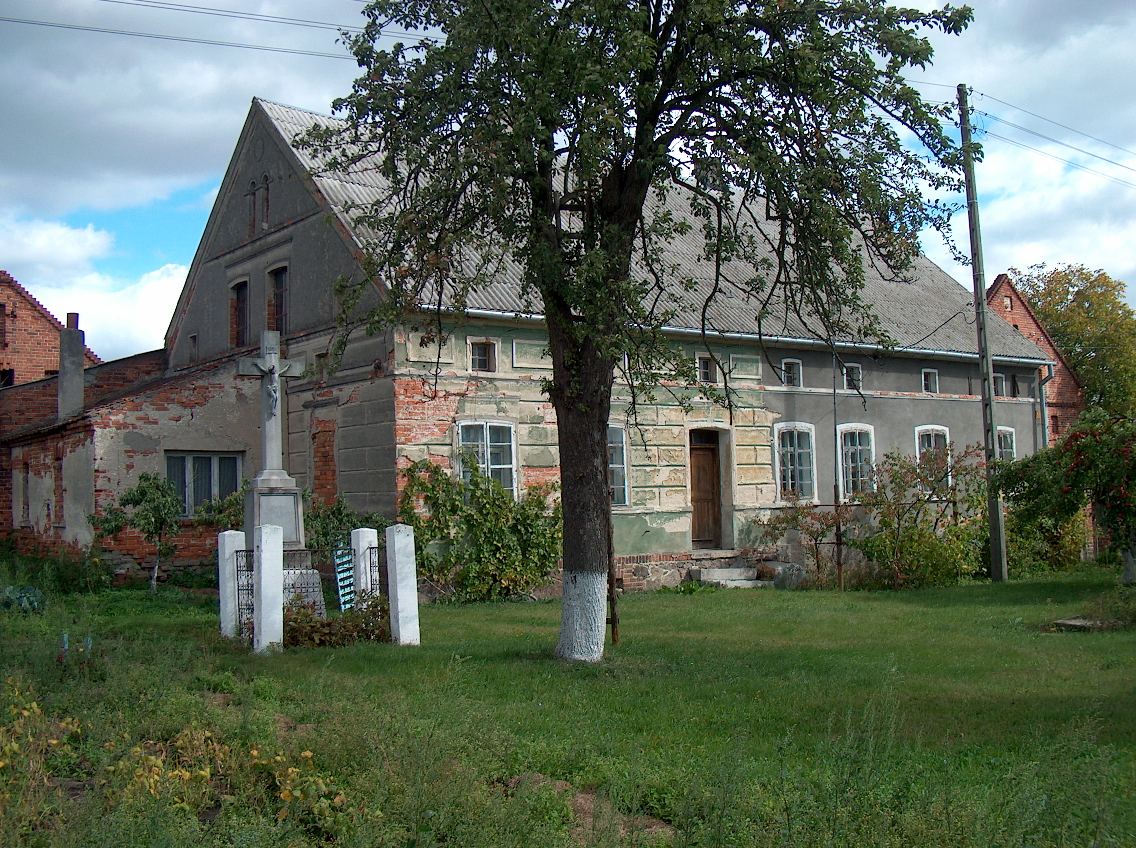